# Dedekind-infinito
Na matemática, especialmente na teoria de conjuntos, um conjunto A é Dedekind-infinito ou  infinito de Dedekind se A é equipotente a um subconjunto próprio. Um conjunto é Dedekind-finito se ele não é Dedekind-infinito. O nome provém do matemático alemão Richard Dedekind, que definiu "infinito" dessa maneira no seu famoso artigo de 1888 O que são e o que precisam ser os números.

## Definição e exemplos
Dado um conjunto A, dizemos que A é Dedekind-infinito se A é equipotente a B, com B⊆A e B≠A. Pela definição de equipotência, isso significa que existe uma função bijetiva entre A e B.
Como exemplo, consideremos o conjunto do números naturais {\displaystyle \mathbb {N} } e a função {\displaystyle f}
{\displaystyle f:\mathbb {N} \rightarrow {\mathbb {N} }^{+},\;\;\;\;\;{\mbox{tal que}}\;\;\;f(n)=n+1.}
Onde {\displaystyle {\mathbb {N} }^{+}} é o conjunto dos inteiros positivos:
{\displaystyle {\mathbb {N} }^{+}={\mathbb {N} }-\{0\}}. Portanto, o conjunto dos números naturais é Dedekind-infinito.
Para um outro exemplo, considere o intervalo fechado
{\displaystyle \;\;\left[0{,}\;2\right]} em
{\displaystyle \mathbb {R} } e a função:
{\displaystyle f:\left[0{,}\;2\right]\rightarrow \left[0{,}\;1\right],\;\;\;\;\;{\mbox{tal que}}\;\;\;f(x)={\frac {x}{2}}}.
Portanto, o intervalo {\displaystyle \left[0{,}\;2\right]} é Dedekind-infinito.

## Propriedades básicas
As seguintes propriedades podem ser demonstradas em ZF sem o axioma da escolha.
- Se A é Dedekind-infinito, então A é infinito.[3]
- Se B é Dedekind-finito e A⊆B, então A é Dedekind-finito.[4] Portanto, se A é Dedekind-infinito e A⊆B, então B é Dedekind-infinito.
- Todo conjunto enumerável é Dedekind-infinito.[2]
- Um conjunto A é Dedekind-infinito se e somente se A tem um subconjunto enumerável.[5]
- Se {\displaystyle A} é Dedekind-infinito, então {\displaystyle {\mathcal {P}}\left(A\right)} é Dedekind-infinito.[6]
- Se {\displaystyle A} é infinito, então {\displaystyle {\mathcal {P}}\left({\mathcal {P}}(A)\right)} é Dedekind-infinito.[5]

## Dedekind infinito e o axioma da escolha
O axioma da escolha implica ZF a recíproca das proposições acima:
- Se A é infinito, então A é Dedekind-infinito.[7]
- Se {\displaystyle {\mathcal {P}}\left(A\right)} é Dedekind-infinito, então {\displaystyle A} é Dedekind-infinito.[8]

Mas essas proposições não podem ser demonstradas sem o axioma da escolha, se ZF é consistente.